# Palazzo Fava
Palazzo Fava, conosciuto anche come Palazzo Fava-Ghisilieri, è un palazzo storico di Bologna, sito in via Manzoni 2. Ospita il Palazzo delle Esposizioni, con il suo Caffè Letterario Carracci Fava.

## Storia
La famiglia Fava ne entrò in possesso nel 1546 ma il palazzo è di epoca molto precedente. La struttura attuale prese forma nel Rinascimento, con importanti restauri avvenuti sotto l'impulso di Filippo Fava, il quale aveva ricevuto una cospicua dote dalle sue nozze con Ginevra Orsi. Nel 1584 i Carracci, introdotti a Filippo Fava dal proprio sarto Antonio Carracci, padre di Agostino ed Annibale, vennero ingaggiati per decorare tre sale del piano nobile del palazzo con il fregio dedicato al mito di Giasone, di Europa e alcune storie tratte dall'Eneide.
Successivamente vi furono altri rimaneggiamenti per volontà del Conte Carlo Fava, ma fu a fine Settecento che, con la sciagurata volontà di "dar di bianco" alle pareti, si persero numerosi affreschi. Nello stesso periodo si effettuarono scavi archeologici che, probabilmente, hanno portato alla luce le due colonne in marmo di epoca romana situate all'entrata del palazzo.
Una volta estinto il ramo Fava-Ghisilieri, la proprietà passò alla famiglia Medica. L'edificio divenne poi sede dell'Istituto dei Beni Culturali e Naturali dell'Emilia-Romagna, mentre alcune sale, fra cui quelle contenenti l'affresco con il mito di Europa, divennero di proprietà del Grand Hotel Majestic (già Baglioni). Nel 2005 il palazzo venne acquistato dalla Fondazione Cassa di Risparmio in Bologna, con l'intento di ristrutturarlo per realizzare un palazzo delle esposizioni della città.

## I cicli pittorici dei Carracci
Tre sale del piano nobile contengono importanti decorazioni ad affresco realizzate dai Carracci.

## Palazzo delle Esposizioni
Dopo gli interventi di restauro, il 28 gennaio 2011 si inaugura Palazzo Fava. Palazzo delle Esposizioni con una serie di mostre nei vari piani dei nuovi spazi espositivi, con opere tratte dalle Collezioni di Arte Moderna e Contemporanea della Fondazione Carisbo. L'iniziativa rientrava in un evento più ampio denominato Bologna si rivela e curato dal critico d'arte Philippe Daverio. In questa occasione le esposizioni del palazzo si mostravano organizzate in questo modo:
- Piano terra: Le Collezioni di Arte Moderna e Contemporanea della Fondazione Carisbo
- Piano nobile: Le Collezioni di Arte Antica della Fondazione Carisbo
- Piano galleria: Bologna ieri e oggi. Come cambia una città
- Biblioteca: Quando la Cina era lontana: 1904-1947[5]

Il palazzo ha una superficie espositiva di 2.600 m² ed è parte del circuito Genus Bononiae. Musei nella Città, nato per iniziativa di Fabio Roversi Monaco, allora presidente della Fondazione Cassa di Risparmio in Bologna.

### Principali esposizioni temporanee
Il palazzo ospita regolarmente esposizioni temporanee. Fra esse si ricordano:
- Tiziano Terzani Clic! 30 anni d'Asia. La mostra, a cura di Folco Terzani (30 giugno 2011 - 16 ottobre 2011).
- I 1000 di Garibaldi, quelli che vollero inventare l'Italia (in occasione del 150º anniversario dell'Unità d'Italia), a cura di Philippe Daverio, Massimo Negri e Roberto Guerri (8 luglio 2011 - 20 ottobre 2011).
- Quadri di un'esposizione. Pittura barocca nella collezione del maestro Francesco Molinari Pradelli, a cura di Angelo Mazza (21 giugno 2012 - 7 ottobre 2012).
- Nino Migliori a Palazzo Fava. Antologica, a cura di Graziano Campanini (18 gennaio 2013 - 28 aprile 2013).
- Arturo Martini. Creature, il sogno della terracotta, a cura di Nico Stringa (22 settembre 2013 – 12 gennaio 2014).
- La ragazza con l'orecchino di perla. Il mito della Golden Age. Da Vermeer a Rembrandt. Capolavori dal Mauritshuis, a cura di Marco Goldin (8 febbraio 2014 - 25 maggio 2014). Con 342.626 visitatori, è stata la mostra più vista in Italia[7].
- Max Klinger. L'inconscio della realtà, a cura di Paola Giovanardi Rossi e Francesco Poli (25 settembre 2014 – 11 gennaio 2015).
- Da Cimabue a Morandi. Felsina Pittrice, a cura di Vittorio Sgarbi (14 febbraio 2015 - 30 agosto 2015).
- Guido Reni e i Carracci. Un atteso ritorno, a cura di Sergio Guarino (5 dicembre 2015 - 13 marzo 2016).
- Edward Hopper, a cura di Barbara Haskell (25 marzo 2016 - 24 luglio 2016).
- Bologna dopo Morandi 1945-2015, a cura di Renato Barilli (23 settembre 2016 - 8 gennaio 2017)[8].
- Costruire il Novecento. Capolavori della Collezione Giovanardi, a cura di Silvia Evangelisti (23 febbraio 2017 - 25 giugno 2017).
- Astrid Kirchherr with the Beatles, a cura di Kai-Uwe Franz (06 luglio 2017 - 09 ottobre 2017).
- México. La Mostra Sospesa. Orozco Rivera Y Siqueiros (19 ottobre 2017 - 18 giugno 2018).
- Sergio Vacchi. Mondi Paralleli, a cura di Marco Meneguzzo (28 settembre 2018 - 25 novembre 2018).
- La Riscoperta di un Capolavoro, a cura di Mauro Natale, Cecilia Cavalca, Adam Lowe, Guendalina Damone e Factum Foundation (18 maggio 2020 - 15 febbraio 2021), che ha riunito per la prima volta tutti i pezzi superstiti del Polittico Griffoni.